# Корница (Долж)
Корница (рум. Cornița) насеље је у Румунији у округу Долж у општини Чернатешти. Oпштина се налази на надморској висини од 145 m.

## Становништво
Према подацима из 2002. године у насељу је живело 341 становника, од којих су сви румунске националности.